# 江戸川区立小岩第二中学校
江戸川区立小岩第二中学校（えどがわくりつ こいわだいにちゅうがっこう）は、東京都江戸川区東小岩一丁目にある公立中学校。
道路を隔てて、南小岩第二小学校がある。

## 沿革
- 1947年 - 学校教育法により、小岩第二中学校設置。
- 1948年 - 下小岩小学校に分校設置。
- 1949年 - 新校舎に移転。校歌制定。
- 2022年 - 新校舎に移転。

## 所在地
- 東京都江戸川区東小岩一丁目6番10号
  - JR小岩駅徒歩20分
  - 京成バス小73瑞江駅行き南小岩2丁目下車
  - 京成バス小73小岩駅行き南小岩2丁目下車

## 部活動一覧
運動部
- 陸上
- サッカー
- 野球
- バドミントン
- 男子バレーボール
- 女子バレーボール
- 男子バスケット
- 女子バスケット
- ソフトテニス
- 卓球
- 剣道

文化部
- 吹奏楽
- 手芸
- 演劇
- 美術
- パソコン

## その他
- カウンセリングルームがあり、スクールカウンセラーによるカウンセリングが受けられる。